# Rue de Viroflay
La rue de Viroflay est une rue du 15e arrondissement de Paris.

## Situation et accès
La rue est située dans le quartier Saint-Lambert, dans le centre du 15e arrondissement, à une centaine de mètres au nord de la mairie de l'arrondissement. Elle débute rue Péclet et se termine rue de l'Amiral-Roussin, face à l'imposant portail de l'ancienne cité ouvrière. Longue d'un peu moins de 80 mètres pour une largeur de 10 mètres, la rue de Viroflay est parallèle à la rue Lecourbe et suit un axe ouest-sud-ouest/nord-nord-est. 
Elle est desservie par la station de métro Vaugirard.

## Nom
Elle porte depuis sa création le nom de la ville de Viroflay alors en Seine-et-Oise (aujourd'hui dans les Yvelines), dénomination attribuée par les propriétaires du terrain.

## Historique
La rue de Viroflay a été ouverte en 1899. Le premier immeuble est construit en 1901 (actuel n°8).
La rue présente une unité architecturale avec un ensemble d'immeubles haussmaniens en pierre de taille.

## Au cinéma
La rue apparait au début du film Quand passent les faisans (1965) d'Édouard Molinaro. Arsène Baudu (Jean Lefebvre), tente d'échapper à ses poursuivants en sortant en courant de l'immeuble du no 4, dont la porte d'entrée est entourée d'une tenture de deuil.  Il a tenté d'arnaquer une veuve pendant la veillée funèbre de son mari. Il est arrêté dans la rue, évitant son lynchage par ses poursuivants, par Hyacinthe Camus (Bernard Blier), qui se fait passer pour un policier.